# Liam Marshall
Pour les articles homonymes, voir Marshall.

a Compétitions nationales et continentales officielles uniquement.

Liam Marshall, né le 9 mai 1996, est un joueur anglais  de rugby à XIII évoluant au poste d'ailier dans les années 2010 et 2020.
Formé par le club anglais des Wigan Warriors, Liam Marshall commence sa carrière par un prêt dans le division inférieure de la Championship avec les Swinton Lions lors de la saison 2016. De retour à Wigan en 2017, il devient aussitôt titulaire sur l'aile et devient l'un des meilleurs marqueurs d'essais de la Super League. Il accumule les trophées avec le gain de la Super League en 2018 et 2023, de la Challenge Cup en 2022 et 2024, ainsi que du World Club Challenge en 2024. A titre personnel, il est désigné dans l'équipe de rêve de la Super League lors de la saison 2024.

## Palmarès
- Collectif :
  - Vainqueur du World Club Challenge : 2024 (Wigan).
  - Vainqueur de la Super League : 2018, 2023 et 2024 (Wigan).
  - Vainqueur de la Challenge Cup : 2022 et 2024 (Wigan).
  - Finaliste de la Super League : 2020 (Wigan).
  - Finaliste de la Challenge Cup : 2017 (Wigan).

- Individuel :
  - Nommé dans l'équipe type de Super League : 2024 (Wigan).

### Détails en clubs
| Saison | Saison         | Championnat  | Championnat  | Championnat | Championnat | Championnat | Championnat | Championnat | Coupe         | Coupe      | Coupe | Coupe | Coupe | Coupe | Coupe |
| Saison | Saison         | Comp.        | Class.       | M           | Pts         | Ess.        | Buts        | Dp.         | Comp.         | Class.     | M     | Pts   | Ess.  | Buts  | Dp.   |
| ------ | -------------- | ------------ | ------------ | ----------- | ----------- | ----------- | ----------- | ----------- | ------------- | ---------- | ----- | ----- | ----- | ----- | ----- |
| 2016   | Swinton Lions  | Championship | 9e           | 11          | 4           | 1           | -           | -           | Challenge Cup | 4e tour    | 1     | 4     | 1     | -     | -     |
| 2017   | Wigan Warriors | Super League | 6e           | 21          | 104         | 21          | 5           | -           | Challenge Cup | Finaliste  | 2     | 18    | 2     | 5     | -     |
| 2018   | Wigan Warriors | Super League | Champion     | 20          | 64          | 16          | -           | -           | Challenge Cup | 1/4 finale | 2     | 4     | 1     | -     | -     |
| 2019   | Wigan Warriors | Super League | Finale prél. | 22          | 68          | 16          | -           | -           | Challenge Cup | 1/8 finale | 1     | -     | -     | -     | -     |
| 2020   | Wigan Warriors | Super League | Finaliste    | 10          | 24          | 6           | -           | -           | Challenge Cup | 1/2 finale | -     | -     | -     | -     | -     |
| 2021   | Wigan Warriors | Super League | 1er tour     | 16          | 28          | 7           | -           | -           | Challenge Cup | 1/4 finale | -     | -     | -     | -     | -     |
| 2022   | Wigan Warriors | Super League | Finale prél. | 23          | 88          | 22          | -           | -           | Challenge Cup | Vainqueur  | 3     | 16    | 4     | -     | -     |
| 2023   | Wigan Warriors | Super League | Champion     | 29          | 96          | 24          | -           | -           | Challenge Cup | 1/2 finale | 3     | -     | -     | -     | -     |
| 2024   | Wigan Warriors | Super League |              |             |             |             |             |             | Challenge Cup | Vainqueur  |       |       |       |       |       |